# Mubarak Marzouq
Mubarak Marzouq (1 de janeiro de 1961) é um ex-futebolista profissional kuwaitiano, que atuava como defensor.

## Carreira
Mubarak Marzouq fez parte do elenco da histórica Seleção Kuwaitiana de Futebol da Copa do Mundo de 1982. 